# Calathea anderssonii
Calathea anderssonii är en strimbladsväxtart som beskrevs av H.A.Kenn. Calathea anderssonii ingår i släktet Calathea och familjen strimbladsväxter. Inga underarter finns listade.